# درازنشست

درازنشست

درازنشست یا سیت آپ (به انگلیسی: Sit-up) یک حرکت تمرینی قدرتی منسوخ شده‌است که ادعا می‌شد ماهیچه‌های شکمی و خم‌کننده لگن را تقویت می‌کند. درازنشست با خوابیدن به پشت بر روی زمین، معمولاً با قراردادن دست‌ها به‌طور ضربدر به روی سینه یا پشت سر و زانوهای خم‌شده برای کاهش فشار به عضلات کمر و ستون فقرات و سپس بلند کردن مهره‌های فوقانی و تحتانی ستون فقرات به‌گونه‌ای که هیچ‌یک از اعضای بالاتر از کفل زمین را لمس نکند، انجام می‌شود.

## آسیب‌ها و عوارض

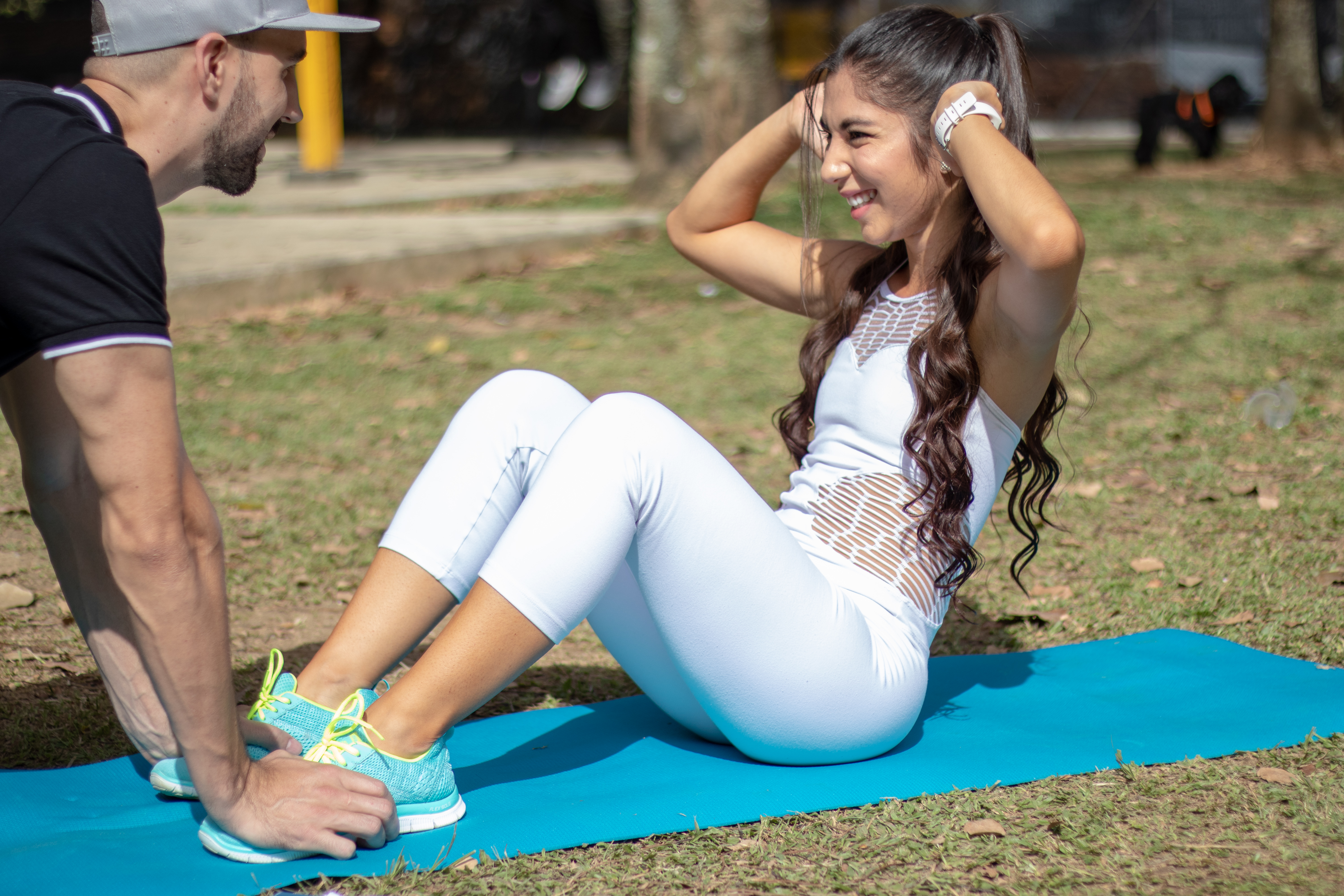
درازنشست

حرکت درازنشست مشکلاتی برای ستون فقرات ورزشکاران ایجاد می‌کند و به همین دلیل به عنوان یکی از اشتباهات رایج در تمرینات ورزشی در نظر گرفته شده‌است. این تمرین از سال‌ها پیش منسوخ شده و فیزیوتراپیست‌های بسیاری از کشورهای اروپایی و آمریکایی آن‌را از برنامه‌های ورزشی خود حذف کرده‌اند. همچنین شکل اصلاح‌شده‌ای از آن نیز طراحی و توصیه شده‌است. با این وجود، انواع تمرینات جایگزین به جای دراز نشست، توسط فیزیوتراپیست‌ها توصیه می‌شود که حرکت «پلانک» یکی از آن‌هاست.